# Genetta
Genetta es un género de mamíferos carnívoros de la familia Viverridae conocidos vulgarmente como ginetas, propios de África y del sur de Europa.

## Características

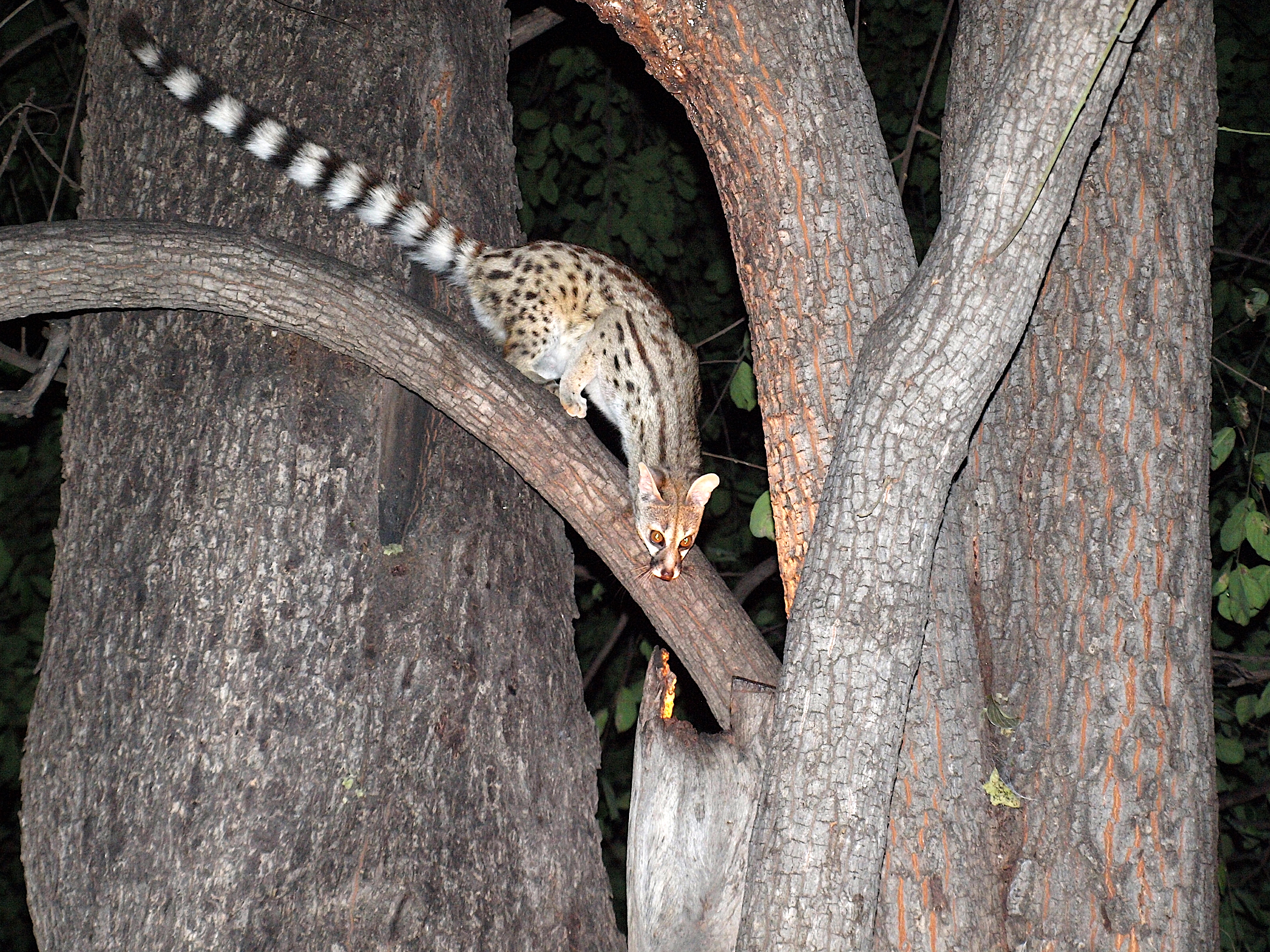
Un gineta

Los machos suelen medir entre 76 y 103 cm de longitud, y las hembras entre 80 y 95 cm. Tienen un cuerpo alargado y esbelto, una cola gruesa y uñas semirretráctiles. Todas las especies, salvo Genetta piscivora, están moteadas o manchadas y tienen la cola anillada. Se pueden dar casos de melanismo, con individuos de color negro.

## Historia natural
Suelen vivir en árboles o matorrales, sitios que les brindan refugio y alimento, aunque en ocasiones lo hacen en espacios abiertos, e incluso en ríos. Habitan principalmente en África, aunque se han extendido por toda la Europa occidental sin conocerse exactamente las causas. Se considera posible que fuese traída por comerciantes como animal de compañía o también para combatir las plagas de roedores bien en los propios barcos, bien en las granjas europeas. También habita algunas islas mediterráneas como las Baleares, y aunque no se considera que esté amenazada, sí se incluye en riesgo su variante en la isla de Ibiza.
Son animales solitarios salvo en su época de reproducción, teniendo la hembra habitualmente dos camadas al año con entre una y cuatro crías cada una. Se alimenta principalmente de roedores, pequeños reptiles y conejos e insectos, alimentándose en ocasiones de aves. Sirve de alimento para aves rapaces, búhos, zorros, grandes reptiles y otros depredadores de la zona.

## Especies
Se han descrito las siguientes especies:
- Genetta abyssinica - Jineta de Etiopía
- Genetta angolensis - Jineta de Angola
- Genetta bourloni - Jineta de Bourlon
- Genetta cristata - Jineta crestada (considerada por algunos científicos como subespecie de Genetta servalina)
- Genetta felina - Jineta felina (considerada por algunos científicos como subespecie de Genetta genetta)
- Genetta genetta - Jineta común
- Genetta johnstoni- Jineta de Jonhston
- Genetta maculata - Jineta Manchada
- Genetta pardina - Jineta pardina
- Genetta piscivora - Jineta acuática o pescadora (algunos la consideran perteneciente a un género propio denominado Osbornictis)
- Genetta poensis - Jineta rey
- Genetta servalina - Jineta servalina
- Genetta thierryi - Jineta de Haussa
- Genetta tigrina - Jineta tigrina
- Genetta victoriae - Jineta gigante o de bosque gigante